# Gemaal Buma
Gemaal Buma is een gemaal in de Nederlandse provincie Flevoland, gelegen in Rutten bij Lemmer. Het gemaal bemaalt samen met het Gemaal Vissering de lage afdeling van de Noordoostpolder, met een oppervlakte van 39.000 hectare. De rest van de Noordoostpolder, 9000 hectare, wordt door gemaal Smeenge bemaald. Het gemaal is vernoemd naar Age Buma. Het gemaal heeft drie pompen die samen 1800 kuub water per minuut kunnen wegpompen.
Aan de noordzijde van het gemaal ligt de Friese sluis. Deze schutsluis van 40 meter lang en 7 meter breed is onderdeel van het gemaalcomplex. Het gemaal wordt beheerd door waterschap Zuiderzeeland.

## Bouw
Het gemaalcomplex is van 1939 tot 1941 gebouwd naar ontwerp van Dirk Roosenburg. In 1938 was de dijk om de bouwput gereed en werd begonnen met het droogmalen. Begin 1939 viel de put droog en konden de bouwwerkzaamheden beginnen. Bij het uitbreken van de Tweede Wereldoorlog stroomde de put vol, maar dit was van korte duur. In oktober 1940 was het werk ver gevorderd en kon de dijk rondom de bouwput worden doorgestoken. Er volgde nog maanden werk aan de bovenbouw, het monteren van de pompen en de elektrische aansluiting. Op 7 januari 1941 kwam het gemaal in bedrijf, dit was 25 dagen later dan gepland. Het gemaal heeft een zeer grote bijdrage geleverd aan het droogmaken van de polder. Naar schatting is 1500 miljoen m³ water uit de polder verwijderd, waarvan twee-derde door dit gemaal.

## Pompen
De pompinstallatie bestaat uit drie verticale centrifugaalpompen met een regelbaar toerental tot maximaal 105 omwentelingen per minuut. De opbrengst per pomp bedraagt maximaal 750 m³ per minuut (1800 m³ per minuut totaal) bij 5,60 meter opvoerhoogte.

## Motoren
De drie pompen worden direct aangedreven door drie elektrische motoren van ieder 774 kW en een bedrijfsspanning van 690 volt. Het toerental wordt geregeld door een frequentieregelaar.
Bij stroomuitval is het mogelijk gebruik te maken van een automatisch startend diesel noodstroomaggregaat. Deze heeft een vermogen van 40 kVA en kan bij stroomuitval de schuiven sluiten, de sluis bedienen en de straat en het gemaal verlichten.
Gemaal Buma · 
Gemaal Colijn · 
Gemaal De Blocq van Kuffeler · 
Gemaal Lovink · 
Gemaal Smeenge · 
Gemaal Vissering · 
Gemaal Wortman